# José Luis Muñoz (écrivain)
Pour les articles homonymes, voir Muñoz et José Luis Muñoz.
Ne pas confondre avec le footballeur José Luis Muñoz.
Œuvres principales
- Babylone Vegas
- La Dernière Enquête de l’inspecteur Rodríguez Pachón
- La Frontière sud

José Luis Muñoz Jimeno, né en 1951 à Salamanque, est un écrivain et chroniqueur de presse espagnol.

## Biographie
Il étudie la philologie romane à l'université de Barcelone et, dès cette époque, adhère à des organisations anti-franquistes. 
Bien qu'il ait écrit des récits fantastiques, érotiques et historiques, il est surtout connu pour ses romans policiers et, à ce titre, est l'un des représentants importants du genre en Espagne. 
Il publie depuis plusieurs années des articles d'opinion dans divers journaux espagnols et à l'étranger et donne régulièrement des conférences dans des universités d'Amérique du Sud. Il est aussi un habitué du festival de la Semaine Noire de Gijón organisé par l'écrivain hispano-mexicain Paco Ignacio Taibo II.

## Œuvres
- (es) El cadáver bajo el jardín, 1987
- (es) Barcelona negra, 1987
- (es) Los ojos ajenos, 1988
- (es) El Barroco, 1988
- (es) Serás gaviota, 1989
- (es) La casa del sueño, 1989
- (es) La lanzadora de cuchillos, 1989
- (es) Pubis de vello rojo, 1990
- (es) Mala hierba, 1992
- (es) El final feliz, 1993
- (es) La malformación de R. Melic, 1994
- (es) La precipitación, 1999
- (es) Una historia china, 2000
- (es) Lifting, 2001
- (es) Guanahaní, 2001
- (es) Fuerte Navidad, 2002
- (es) Caribe, 2002
- (es) El sabor de su piel, 2004
- Babylone Vegas, Actes Sud, coll. « Actes noirs », 2010 ((es) Lluvia de níquel, 2004), trad. Alexandra Carrasco, 279 p.  (ISBN 978-2-7427-9113-2)Réédition Actes Sud, coll. « Babel noir » no 140, 2015, 280 p. (ISBN 978-2-330-05332-1)
- (es) Los ritos ajenos, 2005
- La Dernière Enquête de l’inspecteur Rodríguez Pachón, Actes Sud, coll. « Actes noirs », 2008 ((es) Último caso del inspector Rodríguez Pachón, 2005), trad. Alexandra Carrasco, 184 p.  (ISBN 978-2-7427-7360-2)
- (es) Viajeros de sí mismos, 2006
- (es) La caraqueña del Maní, 2007
- (es) El mal absoluto, 2008
- (es) El corazón de Yacaré, 2009
- (es) La mujer ígnea y otros relatos oscuros, 2010
- La Frontière sud, Actes Sud, coll. « Actes noirs », 2015 ((es) La frontera sur, 2010), trad. Alexandra Carrasco, 314 p.  (ISBN 978-2-33005303-1)
- (es) Marea de sangre, 2010
- (es) Tu corazón, Idoia, 2011
- (es) Llueve sobre La Habana, 2011
- (es) Muerte por muerte, 2011
- (es) Patpong Road, 2012
- (es) Bellabestia, 2012
- (es) La invasión de los fotofóbicos, 2013
- (es) La doble vida, 2013
- (es) El secreto del náufrago, 2013
- (es) Ciudad en llamas, 2013
- (es) Marero, 2013
- (es) Te arrastrarás sobre tu vientre, 2014
- (es) Marero, 2015